# Christiaan Snouck Hurgronje

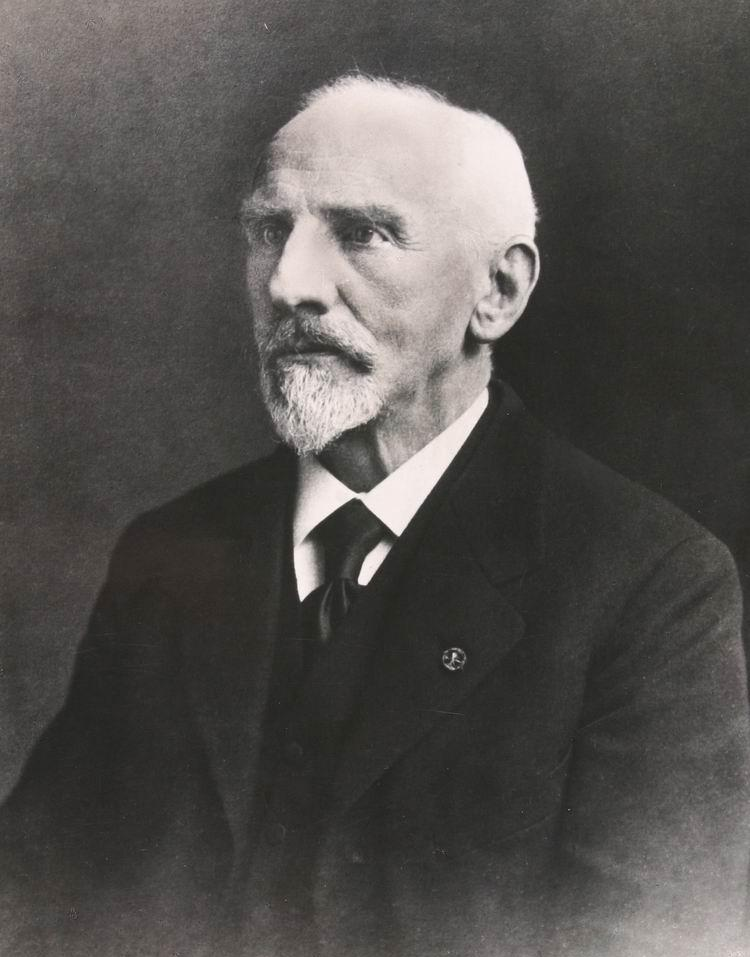
Christiaan Snouck Hurgronje

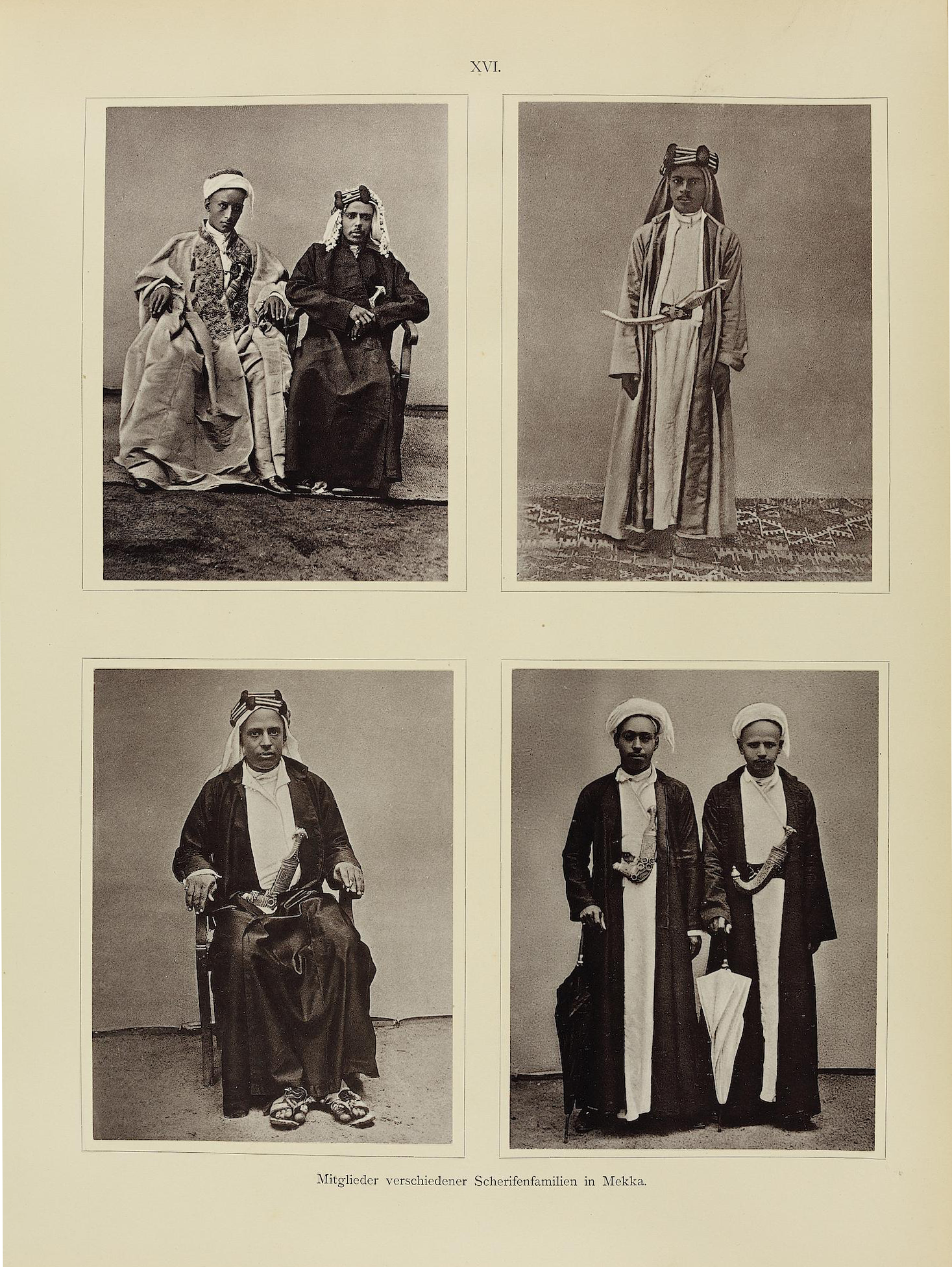
Mitglieder verschiedener Scherifenfamilien in Mekka (aus Snouck Hurgronjes Bilder-Atlas zu Mekka von 1888)

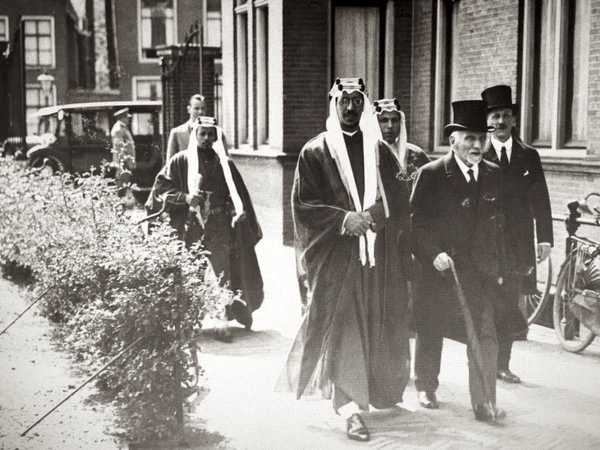
Kronprinz Saud wird von Snouck Hurgronje (rechts) in der Universität Leiden empfangen (1936) – ganz rechts auf dem Bild A. J. Wensinck

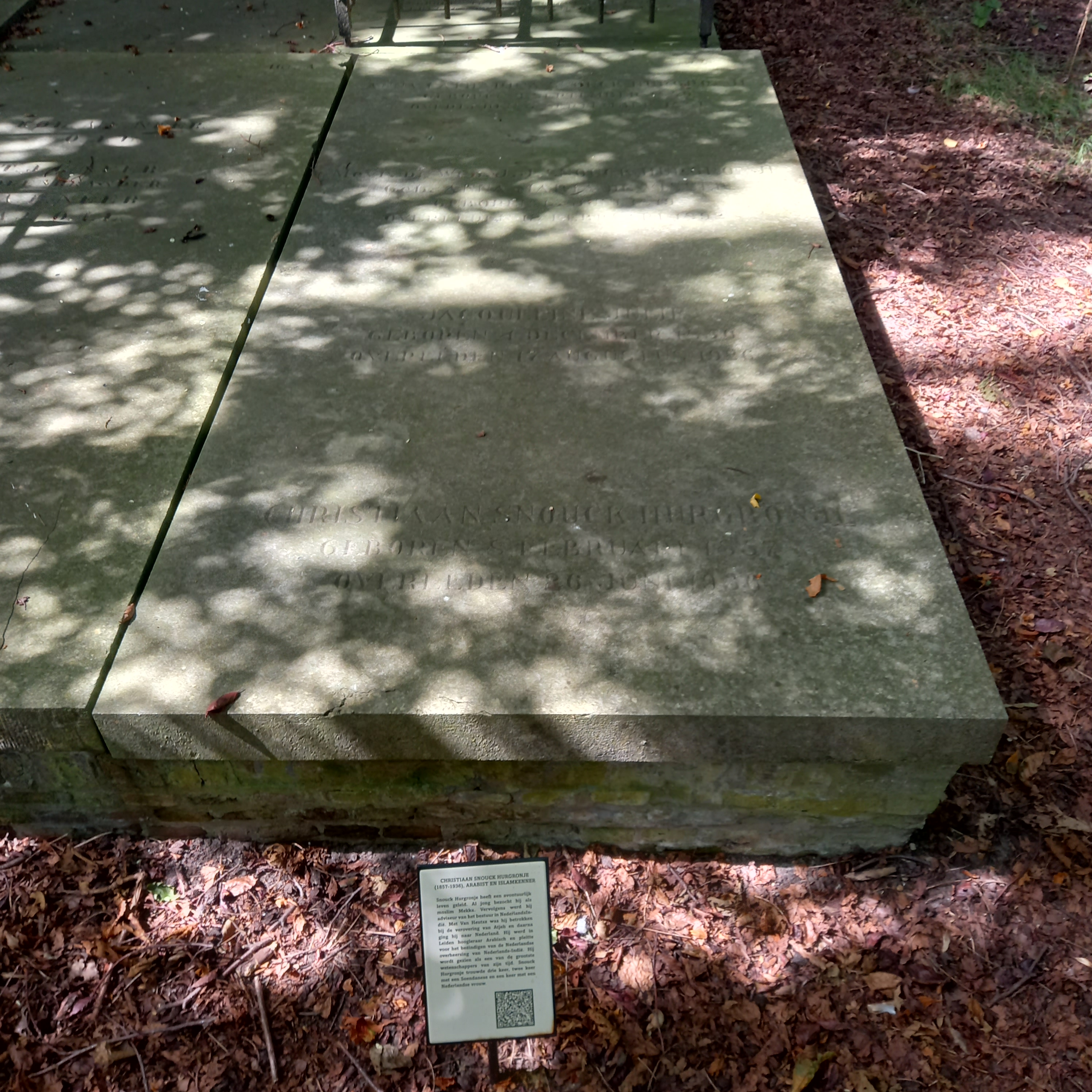
Das Grab von Christiaan Snouck Hurgronje auf dem Friedhof Groenesteeg in Leiden

Christiaan Snouck Hurgronje (* 8. Februar 1857 in Oosterhout; † 26. Juni 1936 in Leiden) war ein niederländischer Arabist und Islamwissenschaftler.

## Leben
Snouck Hurgronje studierte, in Breda vorgebildet, seit 1874 in Leiden zunächst Theologie, widmete sich aber vornehmlich dem Studium der orientalischen Sprachen, besonders des Arabischen unter Michael Jan de Goeje, und erwarb 1880 mit seiner Dissertation über „Het Mekkaansche feest“ den Doktorgrad für semitische Sprachen. Nach weiteren Studien in Straßburg (Dezember 1880 bis August 1881), wo er unter Theodor Nöldeke Studien in Syrisch trieb, wurde er Lektor für islamisches Recht am Seminar für Beamte in Niederländisch-Indien zu Leiden und unternahm 1884 eine Forschungsreise nach Arabien, wo er, als islamischer Rechtsgelehrter verkleidet, ein halbes Jahr lang in Mekka zubrachte. Die Ergebnisse dieser Reise legte er in einem grundlegenden Werk „Mekka“ (Den Haag 1888–89, 2 Bände u. Bilderatlas) nieder. Nach seiner Rückkehr (1885) auch zum Lektor an der Universität ernannt, trat er 1888 im Auftrag der Regierung eine wissenschaftliche Reise nach Niederländisch-Indien, dem heutigen Indonesien, an. Die ihm kurz nach seiner Abreise angetragene Professur der malaiischen Sprache an der Universität Leiden schlug er aus, um über längere Zeit den Zustand des Islam in Niederländisch-Indien gründlich zu studieren.
Auf sein Betreiben wurde Joannes Benedictus van Heutsz als Pazifikator eingesetzt, um den Atjehkrieg zu beenden. Snouck Hurgronje blieb in Niederländisch-Indien bis 1906, als er in Leiden eine Professur der arabischen Sprachen erhielt. 1921/22 amtierte er als Rektor der Universität Leiden. Auch nach dieser Zeit spielte er als Berater für inländische und arabische Sachen eine wichtige Rolle in der niederländischen Kolonialpolitik. Seit 1888 war er Mitglied der Königlich Niederländischen Akademie der Wissenschaften. 1913 wurde er zum korrespondierenden Mitglied der British Academy und 1929 zum auswärtigen Mitglied der Göttinger Akademie der Wissenschaften gewählt. 1922 wurde er auswärtiges Mitglied der Königlich Dänischen Akademie der Wissenschaften, 1924 korrespondierendes und 1927 Ehrenmitglied der Akademie der Wissenschaften der UdSSR.

## Schriften (Auswahl)
- Het Mekkansche Feest, 1880 (Dissertation)
- De beteekenis van den Islam voor zijne belijders in Oost-Indie, 1883
- Mr. L. W. C. van den Berg's beoefening van het mohammedanisch recht, 1884
- Der Mahdi, 1885
- Mekkanische Sprichwörter und Redensarten, 1886 Digitalisat
- Mohammedaansch recht en rechtswetenschap, 1886
- De Fikh en de vergelijkende rechtswetenschap, 1886
- Contributions récentes à la connaissance de l’Islam, 1886
- De Islam, 1887
- Mekka (dt.) 2 Bände + Bilderatlas. Haag: Nijhoff 1888–89 (Facsimilereprint 2006 im Verlag Fines Mundi)
  - Band 1 Die Stadt und ihre Herren, 1888 Digitalisat
  - Band 2 Aus dem heutigen Leben, 1889 Digitalisat
  - Bilderatlas 1888 Digitalisat
- De Atjèhers. Landsdrukkerij, Batavia / E. J. Brill, Leiden. Deel 1 1893 (Digitalisat), Deel 2 1895 (Digitalisat)
  - Übersetzung ins Englische von A. W. S. O’Sullivan:  The Achehnese. 2 Bände (Band 1, Band 2) E. J. Brill, Leiden 1906
- The Holy War, Made in Germany, 1915 Digitalisat
- Verspreide Geschriften, 1923–1927 (6 Bände) Digitalisate
- Ambtelijke adviezen van C. Snouck Hurgronje 1889–1936. 3 Delen. Uitgegeven door E. Gobée en C. Adriaanse. Den Haag : Martinus Nijhoff, 1957–1965 (Rijks Geschiedkundige Publikatiën. Kleine serie, 33-35).
- Orientalism and Islam. The letters of C. Snouck Hurgronje to T. Nöldeke from the Tübingen University Library / publ. by P. Sj. van Koningsveld. Leiden 1985, ISBN 90-71220-01-X.